# Skansehage
Skansehage är en udde på Själland i Danmark.   Den ligger i Odsherreds kommun i Region Själland, i den östra delen av landet, 60 km nordväst om Köpenhamn. Skansehage ligger vid Isefjordens öppning mot Kattegatt.